# Komory na Letnich Igrzyskach Olimpijskich 2020
Komory na Letnich Igrzyskach Olimpijskich 2020 – występ kadry sportowców reprezentujących Komory na igrzyskach olimpijskich, które odbyły się w Tokio w Japonii, w dniach 23 lipca - 8 sierpnia 2021 roku.
Reprezentacja Komorów liczyła trzech zawodników - dwóch mężczyzn i kobietę, którzy wystąpili w 2 dyscyplinach.
Był to siódmy start Komorów na letnich igrzyskach olimpijskich.

## Reprezentanci

### Judo
| Zawodnik         | Konkurencja     | 1/16                 | 1/8              | Ćwierćfinały     | Półfinały        | Repasaż 1        | Repasaż 2        | Repasaż 3        | Finał            | Pozycja |
| Zawodnik         | Konkurencja     | Przeciwnik Wynik     | Przeciwnik Wynik | Przeciwnik Wynik | Przeciwnik Wynik | Przeciwnik Wynik | Przeciwnik Wynik | Przeciwnik Wynik | Przeciwnik Wynik | Pozycja |
| ---------------- | --------------- | -------------------- | ---------------- | ---------------- | ---------------- | ---------------- | ---------------- | ---------------- | ---------------- | ------- |
| Housni Thaoubani | -81 kg mężczyzn | Robin Pacek IPP 0:10 | NQ               | NQ               | NQ               | NQ               | NQ               | NQ               | NQ               | 33      |

### Lekkoatletyka
| Zawodnik      | Konkurencja                         | Runda 1  | Runda 1 | Runda 2  | Runda 2 | Półfinał | Półfinał | Finał    | Finał   | Pozycja |
| Zawodnik      | Konkurencja                         | Rezultat | Pozycja | Rezultat | Pozycja | Rezultat | Pozycja  | Rezultat | Pozycja | Pozycja |
| ------------- | ----------------------------------- | -------- | ------- | -------- | ------- | -------- | -------- | -------- | ------- | ------- |
| Amed Elna     | Bieg na 100 m kobiet                | 14.30    | 9       | NQ       | NQ      | NQ       | NQ       | NQ       | NQ      | 25      |
| Fadane Hamadi | Bieg na 110 m przez płotki mężczyzn | 14.99    | 8       | NQ       | NQ      | NQ       | NQ       | NQ       | NQ      | 39      |